# Ultra-alta definição

Resolução UHDTV mostrada em comparação com outros formatos digitais de vídeo

Ultra-alta definição (em inglês: Ultra High Definition - UHD; Ultra High Definition Video - UHDV; Ultra High Definition Television - "UHDTV") é um formato de vídeo digital proposto pela NHK Science & Technology Research Laboratories do Japão que inclui 4K UHD (2160p) e 8K (4320p), definido e aprovado pela União Internacional de Telecomunicações (UIT).
Também foi criado o 10K UHD (4320p com mais linhas verticais), resoluções de tela que tem 10240×4320 pixels. Mas este não faz parte dos padrões de transmissão UHDTV.
São as resoluções limites para um televisor doméstico, devido as limitações do olho humano.
Especificações gerais:
- Resolução: 7,680 × 4,320 pixels (16:9) (aproximadamente 33 megapixels)
- Taxa de atualização: 60 fps.
- Áudio: 22.2 canais
  - 9 — acima do nível do ouvido
  - 10 — no nível de ouvido
  - 3 — abaixo do nível do ouvido
  - 2 — efeitos de baixa frequência
- Largura de banda: frequência de banda de 21 GHz
  - 600 MHz, 500~6600 Mbit/s largura de banda

## Tecnologia experimental
Por este formato ser altamente experimental, o laboratório da NHK precisou construir seu protótipo desde o rascunho. Para a demonstração do sistema, em Setembro de 2003, foi utilizado um conjunto de 16 gravadores de vídeo HD na captação do teste, de 18 minutos de duração.
A câmera em si foi construída com quatro CCDs de 2.5 polegadas (64mm) com resolução combinada de apenas 3840 × 2048. Eles então reorganizaram as trocas de pixel para trazer a resolução de 7680 × 4320.

## Demonstrações
O sistema foi demonstrado na Expo 2005, Aichi, Japão, no NAB 2006, na conferencia NAB 2007, Las Vegas, e na IBC 2006, Amsterdam, Países Baixos. Uma análise da demonstração da NAB 2006 foi publicada num e-newsletter de Engenharia de Transmissão.
Em Novembro de 2005, a NHK demonstrou ao vivo a exibição em Ultra Hi-Vision (UHDV) de uma programa, através de uma rede de fibra óptica, a uma distância de 260 km. Usando dense wavelength division multiplex (DWDM), 24 gigabits de velocidade foram alcançados com 16 sinais de diferentes comprimentos de onda.

## 2014
Lançado na CES em 2014, o protótipo com a resolução resolução 8K não impressionou quem já estava acostumado com o 4K. Por outro lado, foi destacado por não deixar nenhum pixel aparente.
No dia 28 de junho, a operadora de Tv por assinatura NET, fez o primeiro teste "aberto" da tecnologia no Brasil, através de um canal específico no seu sistema HD.